# Довгий Войнилів
До́вгий Войни́лів — село в Україні, у Верхнянській сільській територіальній громаді Калуського району Івано-Франківської області.

## Назва
Назва села походить за однією версією від того, що село знаходиться недалеко від смт. Войнилів. А так як воно розтягнулось в довжину (довге) так і назвали Довгий-Войнилів. За іншою версією в селі колись жив поміщик Довгань і від нього пішла назва.

## Історія

### Долітописні часи
На Басовій горі біля потоку Василишин (Василіша) в 1963 році при глибокій оранці знайдено велику кількість прикрас із рогів тварин і крем'яних знарядь праці — скребачок, наконечників стріл, списів, кам'яних сокир, відщеп, нуклеусів. Знахідки зберігаються у шкільному кабінеті історії.
На території села було понад 40 високих могил, розораних у кінці 1950-х років.

### Річ Посполита
Перша письмова згадка про село належить до 1447 року. Під час визвольної війни українського народу під проводом Б. Хмельницького багато жителів села в 1649 році брали участь у нападі на володіння шляхтича Блажовського в селі Цвітовій.
У 1648 році селяни оволоділи замком у селі Лука та маєтком у селі Колодіїв поміщика Лутовського.

### Австро-Угорщина
За Австро-Угорщини село входило до Калуського повіту. Галичину було віддано на поталу польських урядовців, які під маскою самоврядування проводили політику ополячення українців і заселення колоністами з підросійської Мазовії. У 1880 році в селі проживало 900 греко-католиків, 94 юдеї і 72 римо-католики. У 1890-х роках землі поміщицького маєтку в селі продали не місцевим селянам, а мазурам (через державний кредит), 40 родин яких поселилося у присілку Землянка. Тоді селяни Довгого Войнилова гуртом зуміли купити сіножать Мочари і ліс Морги в поміщика Негівців.
У 1899—1944 роках тут був римо-католицький костьол, у 1920—1944 — колонія мазурів.

### ЗУНР та міжвоєнний період
У 1918 р. поляки напали на ЗУНР, захищали волю в рядах УГА Федунь Іван Теодорович, Лебухорський Михайло Романович, Лебухорський Онуфрій Іванович і Чолій Іван.
В умовах польської окупації розвивався національний рух, виникли просвітницькі організації. На початку 1920-х років у селі організували хату-читальню в будинку Павла Чолія. Зорганізовував молодь Василь Винник за безпосереднього сприяння отця Івана Павлусевича. На початку 1930-х років за рахунок збирання коштів громадою села збудовано школу. В 1935 році громадою села за участі емігрантів з Аргентини (Лебухорські Іван і Кость, Клікавка Василь, Собкович Михайло Миколайович, Політовський Василь, Винник Михайло, Чолій Петро, Стасюк Петро) збудовано читальню Просвіти. В читальні працювали бібліотека, дитячий садочок, кооператива «Зоря», трикотарські курси (плетення), драматичний гурток, хор, танцювальний гурток, юнацьке товариство «Луг», Союз українок.
В 1934 році під приводом адміністративної реформи з утворенням гміни Верхня поляки неодноразово пробували відібрати в довговойнилівців сіножать Мочари і ліс Морги та заготовлену в ньому деревину для будівництва школи і читальні, але люди щоразу гуртом виганяли польських чиновників і поліцію, незважаючи на арешти й ув'язнення.
У 1939 році у Довгому Войнилові проживало 1530 мешканців (1455 українців-грекокатоликів, 60 українців-римокатоликів, 10 поляків і 5 євреїв), а в присілку Землянка (колонія при дорозі на Монастирець кінця ХІХ ст.) — 570 мешканців (120 українців і 450 польських колоністів міжвоєнного періоду).

### Радянська окупація 1939-41
Після приєднання Західної України до СРСР село ввійшло 17 січня 1940 р. до Войнилівського району. Сільські жителі були добрими господарями, релігійними, милостивими, за винятком одного — сина сторожа школи Купріяна, який став комуністом і головою сільради. 10-14.02.1940 р. була проведена перша депортація на Сибір кращих господарів («куркулів») і польських посадників. Голова сільради організував колгосп з п'яти найбідніших родин, що не мали ані одної корови, ані коня, а лише дві кози. Більше ніхто до колгоспу не пішов, а тому готувалося вивезення на Сибір — після приходу німців у сільраді знайшли список на 80 родин.

### Німецька окупація
2 липня 1941 року через село пройшли німецькі частини. Школу було перетворено на госпіталь.
На святкування проголошення 30 червня 1941 року Акту відновлення української держави довговойнилівці зібрали в неділю вранці перед церквою величезний похід і колоною під прапорами і хоругвами з патріотичними піснями пройшли 10 кілометрів до Войнилова. Там зійшлися всі села району і на ринковій площі провели святковий мітинг. Але німці спростували всі сподівання на волю, натомість провели арешти і винищення українського активу та ввели окупаційний режим.
Багато поляків-фольсдойчерів пішли працювати в гестапо і з ненависті до українців масово винищували їх. Крім того польські колонії стали притулком для червоних банд, які разом із польськими боївками люто тероризували українців.
Німці в 1942 році знищили євреїв села.
ОУН почала налагоджувати спротив німцям, а влітку 1943 року скориставшись проблемами німців із загонами партизанів Ковпака під приводом захисту від них організувала територіальну мережу УНС, яку через півроку реорганізувала в УПА.
Щодо поляків, то ОУН у Галичині врахувала сумний досвід проведення польською АК спроб етноциду українців на Холмщині та Волині, тому в березні 1944 року силами УПА провела акцію на випередження — спалила обійстя польським колоністам разом зі схованими в них зброєю і боєприпасами, а найагресивніших із них ліквідувала. Такі ж заходи були проведені у Довгому Войнилові. Поляки були змушені виїхати до Польщі.

### УРСР
Після приходу радянських військ у липні 1944 року почалась насильна мобілізація, більшість із мобілізованих загинули, меншість — отримали поранення і каліцтва. Паралельно почалися поширювана НКВД епідемія черевного тифу і голод, спровокований непосильними радянськими податками.
2 квітня 1944 року окружною боївкою разом з відділом «Гайдамаки» чисельністю 50 осіб здійснили акцію проти польської колонії Земянок, в ході якої ліквідовано 40 осіб і спалено 52 господарства. Причиною акції було гніздування польської боївки, яка вела антиукраїнський терор.
В січні-лютому 1945 року 10 000 енкаведистів на Придністров'ї проводили облави проти повстанців, у ході яких 18 січня під охороною 300 енкаведистів на 18 машинах приїхав Хрущов, зі звинуваченням у підтримці повстанців особисто арештував голову сільради Чолія Михайла Миколайовича, який так і загинув у концтаборах.
19.12.1945 при штурмі бункеру НКВДистами вбиті повстанці Федьків Онуфрій Тимофійович і Чолій Петро Деонізович.
16 лютого 1946 року при штурмі бункеру НКВДистами загинули Березюк Микола «Морозенко», Кобута Михайло.

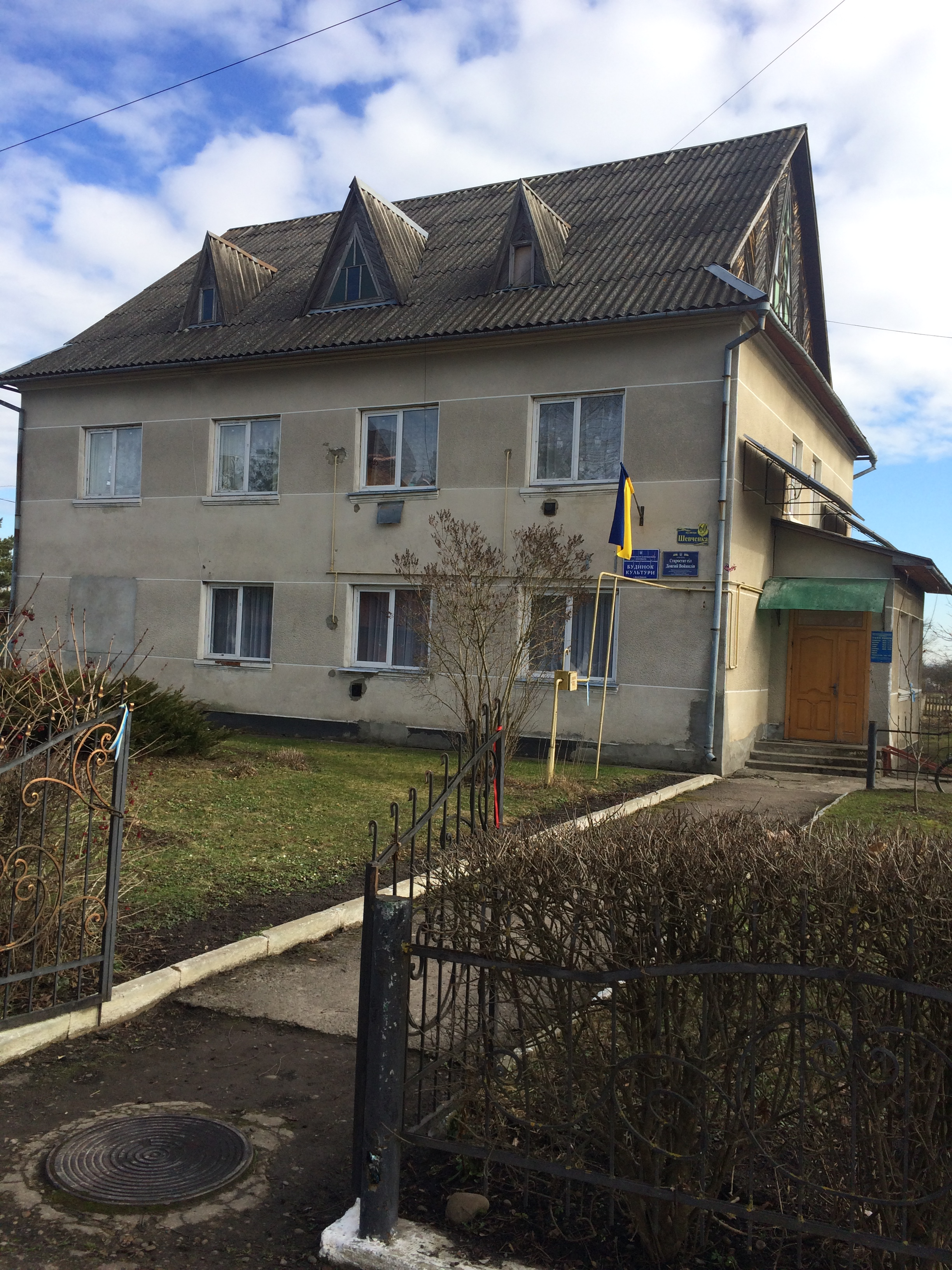
Будинок культури і старостат

В серпні 1946 року в селі заарештовано понад 30 довговойнилівців, серед них директора школи Собчак Ірину і учениць — Кучеру Марію, Ямнич Парасковію, Лебухорську Розалію, Чолій Параску та ін. Дітей катували в приміщенні колишнього костелу понад місяць, а Собчак Ірині присудили 25 років ув'язнення.
В 1946 році в село привезли 26 українських родин, виселених із села Ліски Грубешівського повіту і поселили в хатах колишніх польських колоністів (інші родини з цього села поселили в Томашівцях, Негівцях, Калуші та ін.). Пізніше до складу Довгого Войнилова включено село Землянка.
В 1949 р. створений колгосп «Україна» і загнано до нього 198 селянських господарств, головою колгоспу був призначений Зьомковський Ігнат Якович (07.01.1915-19.01.1994), а за два роки загнали всіх.
19 травня 1959 р. Войнилівський райвиконком ліквідував Перекосівську сільраду з приєднанням до Довговойнилівської сільради.
В 1989 р. в селі створено осередок ТУМу на чолі з Романом Шмігельським. В 1990 р. в селі створений осередок Народного Руху України за перебудову, який очолив Юрій Мащайкевич, до осередку записалося понад 150 селян.

## Населення
В селі мешкає 1322 людини. 441 домогосподарств, з них 412 заселені. 482 родини, з них 9 багатодітних (3 і більше дітей).

### Мова
Розподіл населення за рідною мовою за даними перепису 2001 року:
| Мова       | Кількість | Відсоток |
| ---------- | --------- | -------- |
| українська | 1400      | 99.64%   |
| російська  | 5         | 0.36%    |
| Усього     | 1405      | 100%     |

## Церква
В 1599 році в селі була церква Різдва Івана Хрестителя зі священиком, що засвідчує напис на церковній книзі.
В 1720 році в селі було дві церкви. Долішня більша — Різдва Пресвятої Діви Марії. Менша церква святого Миколи (літнього) збудована у 1713 р. і знаходилась за півтора кілометра на захід від більшої. Зруйнована комуністами в 1980 р., а найактивніших протестувальників Василя Соломуда і Михайла Семеновича тероризувало КДБ.
Наступна церква Різдва Пресвятої Діви Марії збудована й освячена в 1812 році (будівничий Дмитро Бабний), розписана в 1835 р. Винярським. Нова дзвіниця збудована в 1830 р. У церкві зберігся рукопис «Опис парафії Довгої з Перекосами», написаний у ХІХ ст. т. зв. «язичієм».

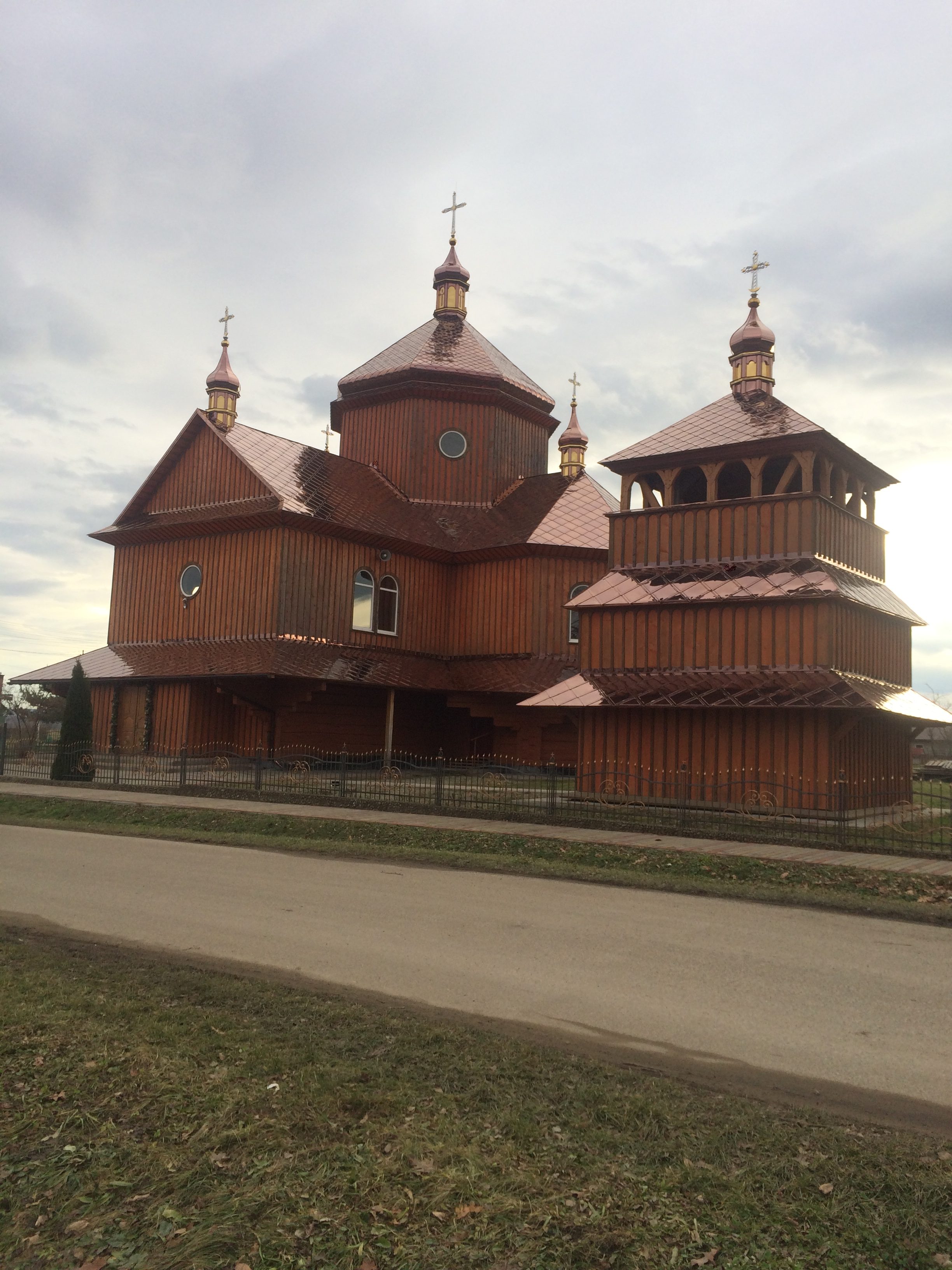
Церква Різдва Христового

Церква Різдва Христового збудована 1893 року, пам'ятка архітектури місцевого значення № 765.
Австрійська армія конфіскувала в серпні 1916 р. в одній церкві 5 давніх дзвонів діаметром 97, 63, 47, 38 і 36 см, вагою 335, 107, 41, 27 і 15 кг, виготовлених у 1906, 1829, 1680, 1829, 1629 рр., у другій — 3 дзвони 1856—1599 рр. Після війни польська влада отримала від Австрії компенсацію за дзвони, але громаді села грошей не перерахувала.

### Парохи
- 1650—1730 рр. — Симеон Зелинський.
- 1735—1754 — Іван Головкевич.
- 1755—1800 — Стефан Губилецький, у 1794 р. прилучена горішня парафія, де в 1720—1763 рр. священиком був Пантелеймон Волоський, а після нього — Теодор Волоський.
- Далі парохом двох парафій Довгої та Перекосів став Михайло Новодворський — до 1824 р.
- 1825—1841 — Анатолій Воронович.
- 1842—1880 — Яків Загорський.
- 1881—1884 — Фома Соболята.
- 1884—1893 — Миколай Софанський.
- 1894—1918 — Іван Павлусевич.

Далі парохами були о. Собчак, о. Климчик, о. Шкурган, о. Волочій, о. Кузик, о. Бігун, о. Когут, о. Телічак. 4 червня 1994 року громада повернулася в УГКЦ.

## Соціальна сфера
- Сільрада[9]
- Народний дім.
- Школа I—III ст[10] на 410 місць з дитсадком[11]
- Амбулаторія[12]
- 465 дворів, 1411 мешканців.

### Школа

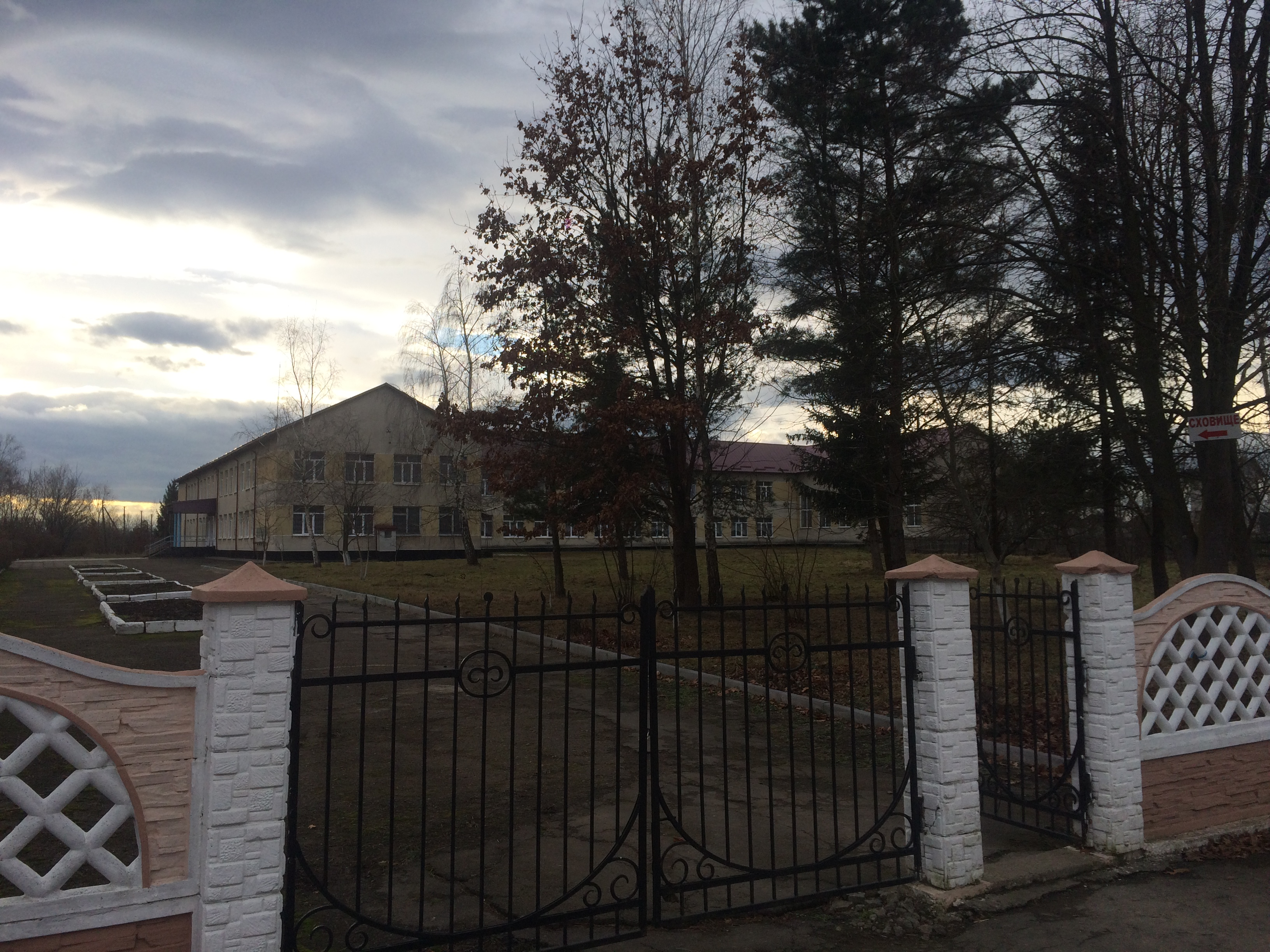
Школа

За Австрії у 1880 р. на громадські кошти збудована перша школа, двокласна (було два вчителі — подружжя Вишневських).
За Польщі школа стала семикласною (сьомий клас був необов'язковим) і навчання проводилося польською мовою.
За більшовиків у 1939 році школа стала семирічною і українською, до 8 місцевих вчителів прислали ще додатково 5 — двох східних українок і трьох москальок. Українки виявилися фаховими і добрими, а москальки — малоосвіченими, зате наполегливими в атеїстичній агітації та спробах навернення в комсомол. За два роки роботи їм вдалося завербувати в комсомол аж одну ученицю.
Зараз популяція учнів школи значно зменшилася та частину школи замінили на дит-садок,та наразі в школі немає ні одного паралельного класу.
На час липня 2025 року найбільшим класом враховується 7(перейшовший у восьмий),в якому вчиться 23 дитини. З них це 21 дитина очного навчання
Бачало Софія
Бузрука Марія
Губська Анастасія
Комарницький Юрій
Левицький Олександр
Лупа Тетяна
Маринець дмитро
Масін Інна
Музичка Іван
Німак Катерина
Німак Тарас
Олексин Ярина
Пилипчюк Єлизавета
Псюк Максим
Стасюк Надія
Чмелик Вадим
Чолій Анастасія
Чолій Євгенія
Чолій Яна
Якімечко Марія
Та троє учнів на домашньому навчанні
В 1944 р. відновили роботу школи.
У 1977 р. збудована нова школа.

### Музична школа

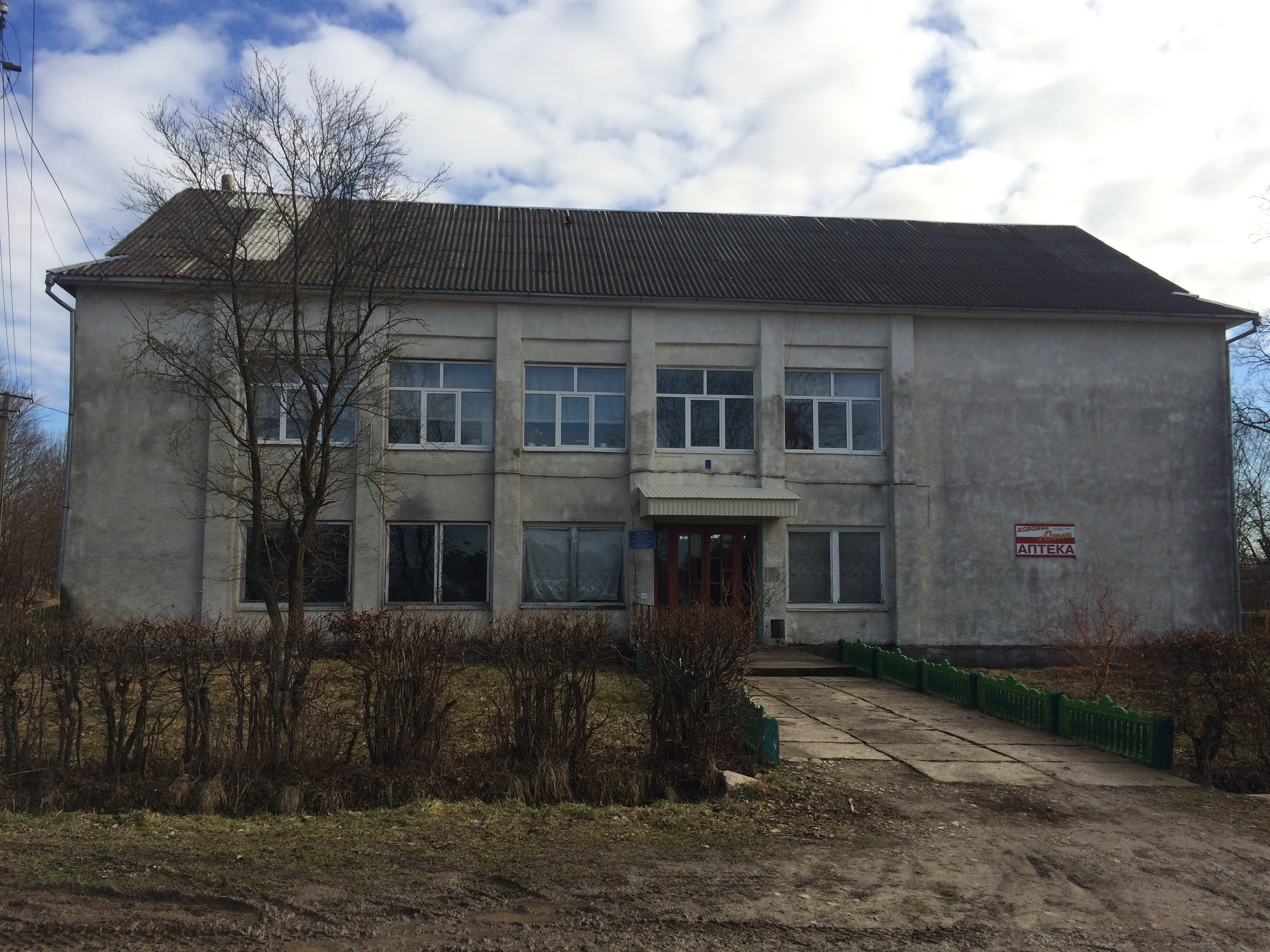
Амбулаторія

В 2005 р. в селі відкрито філію Войнилівської музичної школи.

### Охорона здоров'я
Перший медпункт відкритий у 1946 році в помешканні Політовського В. М., а санітаркою була Політовська Євдокія Марківна. В 1948 р. направлена в село медсестра Джавага Катерина Володимирівна.
Тепер в амбулаторії працюють терапевт, педіатр, стоматолог, акушерка, лаборант, фельдшер, медсестри, санітари. Амбулаторія обслуговує села Довгий Войнилів, Станькову і Перекоси.

### Пошта
В 1958 р. новостворене відділення пошти розміщене в будинку Цішевського Станіслава Гнатовича, вивезеного в Сибір. В 1961 р. збудоване нове приміщення. Через утрату значення листування і газет основною функцією листонош зараз стало рознесення пенсій.

### Спорт
В селі є аматорська футбольна команда «Тріумф», що виступає в чемпіонаті та кубку Калуського району. Також є футзальна команда, що грає в чемпіонаті Калуша.

## Топонімія

### Вулиці
У селі є вулиці:
- Зарічна
- Зелена
- Львівська
- Мисливська
- Садова
- Тараса Шевченка

### Пам'ятники

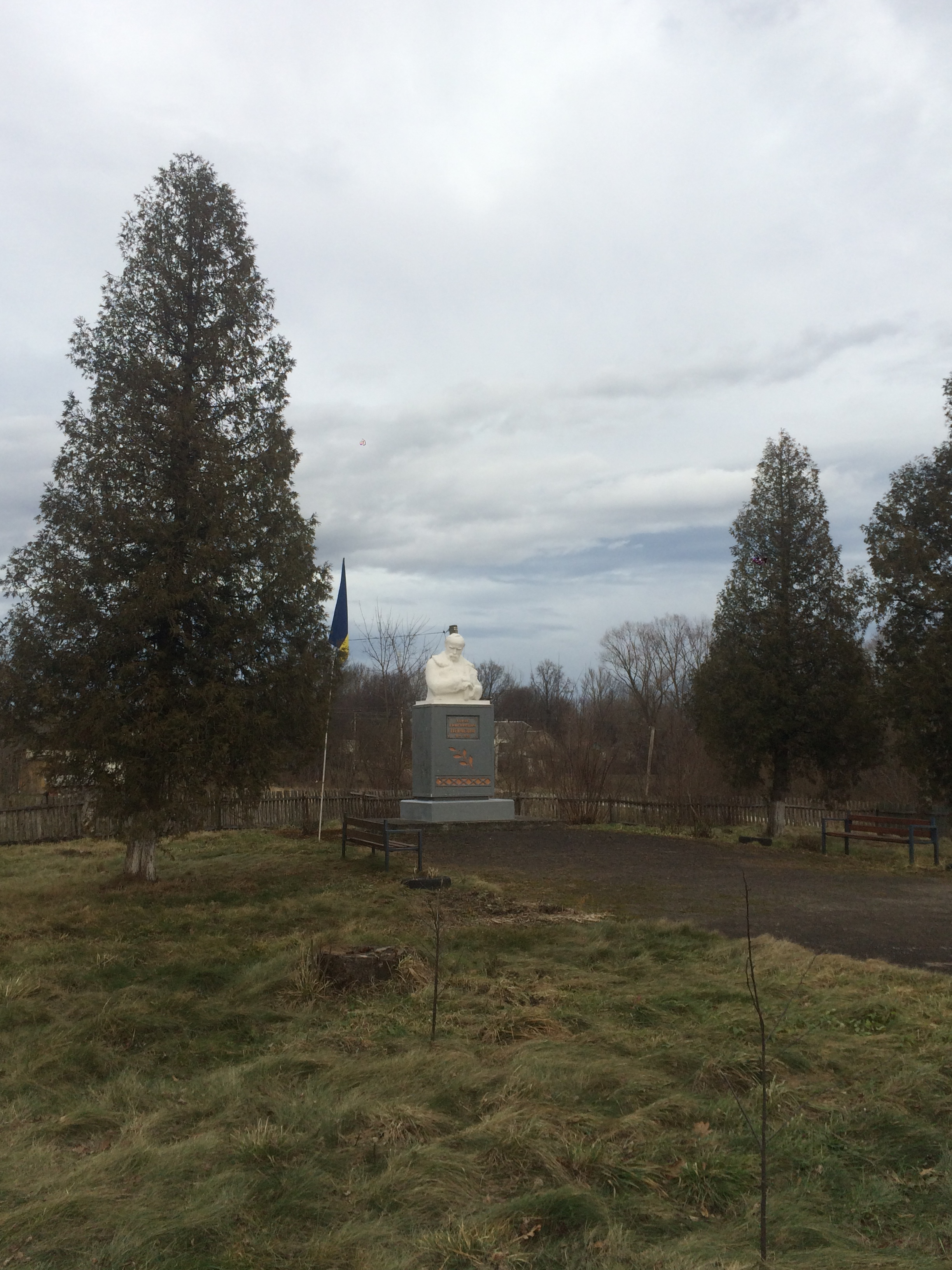
Пам'ятник Т. Шевченкові

Пам'ятник Т. Г. Шевченку встановлений у 1990 р. за ініціативи осередку Руху за кошти селян (зібрали 4000 крб.) та колгоспу (2000 крб.), скульптор — Одрехівський (Львів), висота — 3 м 70 см, гіпс.
Встановлені хрести на місцях загибелі повстанців у бункерах у Перекосівському лісі, в урочищі Хатки (2 партизани з Буянова загинули навесні 1949 р.), в урочищі Перекоси (на могилі 4 партизанів встановлено хрест і меморіальна дошка).

## Лісництво
Довговойнилівське лісництво охоплює 8 сіл. Контора розміщене в Калуші — вул. Глібова, 35.

## Учасники воєн

### Повстанці, що загинули у 1942—1952 рр
Довговойнилівські повстанці, які загинули під час національно-визвольної боротьби 1942—1952 рр
- Атаманчук Іван Якович, 1927 р. н. (пс. «Луговий») — стрілець кущового проводу боївки «Калина», загинув у березні 1949 року в с. Мостище.
- Атаманчук Михайло. 1927 р. н.. (пс. «Бурачок»), стрілець боївки, загинув 1945 р. в с. Довга Войнилівська.
- Барановський Йосиф Михайлович. 15.05.1920 р. н. Був стрільцем сотні Середнього, псевдонім — Білий. Загинув у січні 1949 р. у Войнилові.
- Боднар Михайло Петрович, 1922 р. н., стрілець УПА, загинув 13.02.1944 р. у с. Цвіржі Львівської обл. Мостиського району.
- Буланчук Ярослав Йосипович, 1927 р. н., стрілець боївки «Калина», загинув у березні 1949 р. в с. Мостище.
- Варій Павло Григорович, 1912 р. н., (пс. «Чайка»), стрілець УПА, загинув у 1945 р. в с. Негівці.
- Гаврилів Тимофій, 1918 р. н., стрілець боївки, загинув у 1945 р. під с. Перекоси.
- Глущак Олекса, 1929 р. н. (пс. «Голуб»), стрілець сотні «Летуна», загинув у 1946 р.
- Іващишин Василь Федорович, 1921 р. н., загинув під час облави у 1946 р. в с. Довга Войнилівська.
- Іванщишин Ярослав Федорович, 1926 р. н., загинув під час облави у 1946 р. в с. Довга Войнилівська.
- Картан Михайло, 1920 р. н., стрілець сотні «Бея», загинув у 1946 р.
- Кобута Михайло, Бабій Василь Йосипович, невідома дівчина і ще 4 стрільці сотні «Летуна» загинули 15.2.46 р. в с. Перекоси.

Псевда «Максим», «Дорош» і ще три стрільці, загалом 5 повстанців загинули в бою 7.01.48 р. в с. Довга Войнилівська.
- Копачевський Іван Ількович, стрілець боївки, загинув у 1945 р. в присілку Вилки біля Станькової.
- Кулик Йосиф Васильович, 1918 р. з с. Бухтів Львівської обл., стрілець боївки, загинув у 1947 р. в с. Довга Войнилівська, тіло забрали в смт. Войнилів.
- Ладан Дмитро Миколайович, 1922 р. стрілець сотні «Тютюнника», загинув 4.01.47 р. в с. Довга Войнилівська.
- Литвинець Улька, 1912 р., загинула у криївці в 1945 р. в с. Довга Войнилівська.
- Микитин Антон Антонович, 1928 р. стрілець сотні «Летуна», загинув у 1946 р. в с. Завадка.
- Микитин Василь Григорович, 1920 р. н. стрілець куреня «Різуна», загинув у 1944 р. в Чорному лісі.
- Микитин Іван Юркович, 1922 р. н., стрілець куреня «Різуна», загинув у 1944 р. в Чорному лісі.
- Микитин Михайло Васильович, 1925 р., стрілець сотні «Летуна», загинув у 1946 р. в с. Протеси.
- Микитин Павло Григорович, 1916 р. (пс. «Хмара»), підрайонний провідник ОУН, загинув 5.07.48.
- Микитин Павло Іванович. 1924 р. н. (пс «Хмара»). станичний, загинув 7.05.1948 р. в с. Довга Войнилівська.
- Микитин Павло Гнатович, 1926 р., стрілець боївки СБ Кропка, загинув у 1946 р. в с. Перекоси.
- Микитин Розалія Андріївна. 1926 р. н..(пс. «Степанія»). зв'язкова боївки, загинула 29.03.47 р.в с. Дубовиця.
- Ониськів Павло Степанович, 1923 р. н., (пс. «Зозуля»), станичний, загинув у 1946 р. в с. Мостище.
- Петрів Павло Ізидорович, 1925 р. н., стрілець боївки. загинув у 1945 р. в с. Довга Войнил.
- Петрів Петро Якович, 1925, (пс. «Сокіл»). стрілець боївки СБ, загинув у 1947 р. в с. Барлоги Рожнятівського р-ну.
- Піх Василь Йосифович, 1930 р. н.. (пс. «Максим»), розвідник сотні «Летуна».
- Піх Василь Юстинович. 1927 р. н. стрілець сотні «Летуна», загинув у 1946 р. в лісі біля села Станькова.
- Собкович Володимир, 1916 р. н. (пс. «Наливайко»), стрілець сотні «Летуна» загинув у 1945 р.
- Собкович Станіслав Іванович, 1927 р. н., стрілець сотні «Бея», загинув у 1946 р. в Чорному лісі.
- Феґон Сидор Андрійович, 1917 р. н. (пс. «Кучма»), кулеметник сотні «Бея», в 1947 р. помер в с. Довга Войнилівська.
- Цішевський Йосиф Гнатович, загинув у криївці в 1945 р. в с. Довга Войнилівська.
- Цішевський Петро Гнатович, 1920 р. н. (пс. «Дорошенко»), стрілець сотні «Летуна», загинув у 1945 р. в с. Довга Войнилівська.
- Чолій Петро Іванович, 1912 р. н. і ще три невідомі стрілці сотні «Летуна» загинули 7.01.48 р. в с. Довга Войнилівська, тіла забрані в смт. Войнилів.
- Чолій Степан Федорович, 1915 р. н. убитий у криївці в 1945 р. в с. Довга Войнилівська.
- Шевчук Михайло, 1918 р. н. з с. Буянів Львівської обл., стрілець боївки, загинув у с. Довга Войнилівська, тіло забрали в смт. Войнилів.

### Повстанці 1942-52 рр., засуджені військовим трибуналом
Учасники національно-визвольної боротьби 1942—1952 рр., які були засуджені Військовим трибуналом Станіславської області
- Адамовський Михайло Васильович, 1927 р. н., засуджений 20. 06. 1946 р. на 10.
- Адамовський Петро Йосипович, 1926 р. н., засуджений на 10 р:
- Адамовський Станіслав Миколайович, 1900 р. н., Засуд. на 25 років.
- Адамовський Хома Климович, 1911 р. н., 25 р. ВТР.
- Атаманчук Іван Лук'янович, 1911 р. н., (пс. «Сук»), станичний ОУН, с. Томашівці, Засуджений на 10 р.
- Бойко Василь, 1901 р., засуд. на 25 р. ВТР.
- Бурик Лук'ян Гнатович, 1913 р. н., суджений на 10 років.
- Винник Олекса Васильович, 1928 р. н. засуд. 1947 р. на 10 р. ВТР, помер у таборі.
- Винник Роман Семенович, 1914 р. н. (пс. «Юра»), чл. ОУН, пропагандист кущового проводу, засуд. на 15 р. ВТР, помер у таборі 20.08.49 р.
- Вінніц Давид Шаманович, 1918 р. н., с. Довгий Войнилів, єврей. Рядовий 208-ї окремої запасної АД. Звинувачення: проводив серед військовослужбовців антирадянську агітацію. Засуд. 30. 08. 1941 р. на 8 років позбавлення волі.
- Гринчишин Василь Данилович, 19.02.1925 р. н., (пс. «Жвавий», «Чорнота»), стрілець сотні Гонти, у курені Летуна. Засуджений на 10 р. ВТР.
- Гринчишин Данило Максимович, 1889 р. н., — 1955 р. Засуджений на 10 р. ВТР.
- Гринчишин Дмитро Васильович, 1919 р. н. (пс. «Мир»), Засуд. на 15 р. ВТР,
- Гринчишин Іван Данилович, 1928 р. н., засуджений На 10 р. ВТР.
- Гринчишин Катерина Данилівна, 1925 р. н., засуд. на 10 р. ВТР.
- Гринчишин-Парцей Марія Ільківна, 1925 р. н., Засуджена на 10 р. ВТР.
- Гриців Михайло Іванович, 1924 р. н. засуджений на 5 р. ВТР.
- Грицак Василь Федорович, 1922 р. н. (пс. «Ворон»), стрілець сотні «Ромка», «Тютюнника», Ранений, засуджений на 10 р. ВТР.
- Грицак Іван Федорович, 1927 р.н., засуджений на 10 р. ВТР.
- Джавага Василь Федорович, 1909 р., засуд. на 25 р. ВТР .
- Джавага Дмитро Олексійович, 1892 р. н., засуджений на 25 р. ВТР, загинув 25.04.1951 р. у таборі.
- Джавага Михайло Дмитрович. 1922 р. н.. (псевдонім. «Крук»), стрілець сотні «Середнього». Засуджений 03.06. 1946 р. на 10 р. ВТР.
- Джавага Павло Дмитрович. 1920 р. н. засуджений на 20 р. ВТР.
- Джавага Ярослав Дмитрович. 1922 р. н., засуджений на 10 р. ВТР.
- Каблак Іван Якович, 1920 р. н., станичний, стрілець сотні «Летуна», засуджений на 20 р. ВТР.
- Каблак Степан Тимкович, 1910 р. н., стрілець сотні УПА, засуджений на 10 р. ВТР.
- Кобута Микола Кузьмович, 1902 р. н. -1974 р. Фотограф вояків УПА. Засуджений на 10 р. ВТР.
- Кобута Яків Степанович, 1913 р. н., с. Негівці, проживав у с Довгий Войничів. Засуд. на 25 р. ВТР.
- Ковальський Василь Миколайович, 1896 р. н.. с. Збора. Проживав у селі Довгий Войничів. Засуд. на 25 років ВТР.
- Крохмалюк Тетяна Кирилівна, 1922 р. н. Засуд. на 25 р. ВТР.
- Кузів Василь Іванович, 1925 р. н. (пс. «Чорноморець»), стрілець сотні «Летуна», засуджений на 15 р. .
- Кузів Йосип Васильович, 1912 р. н., Засуд. на 25 р. ВТР.
- Кузів Юрій Васильович, 1911 р., Засуд. на 10 років ВТР. Кухар Степан Васильович, 1925 р. н., стрілець сотні «Тютюнника», судили пораненого у 1946 р. на 15 р. КТР, незабаром помер у таборі Красноярського краю.
- Лагойда Микола Гаврилович, 1914 р. н., Засуд. на 25р. ВТР.
- Ладаняк Іван Григорович, 1917 р. н., с. Перекоси. Проживав у с. Довгий Войнилів. Засуджений на 25 р. ВТР.
- Лебухорський Дмитро Михайлович, 1922 р. н. Засуд. на 10 р. ВТР.
- Лебухорський Михайло Романович, 1900 р. н. засуджений на 10 років.
- Його дружина — Лебухорська (Кобута) Єфросинія Гаврилівна. 1923 р. н. Зв'язкова УПА. Перебувала 3 місяці у тюрмі в костелі смт. Войнилова. Покарання відбувала в Красноярському краю в таборі особливого режиму.
- Лебухорський Роман Михайлович, 1900 р. н.. суджений на 10 р. ВТР.
- Лебухорський Петро Корнилович, 1904 р. н. Засуд. на 25 р. позбавлення волі.
- Литвин Василь Іванович, 1930 р. н., Засуд. на 10 років позбавлення волі.
- Матушевський Михайло Іванович, 1907 р. н., Засуд. на 25 р. ВТР.
- Микитин Іван Олексійович, 1923 р. н., засуджений на 10 р. ВТР.
- Микитин Михайло Васильович, 1925 р. н., стрілець сотні «Летуна», засуджений на 10 р. ВТР.
- Микитин Євстахій, 1914 р. н. засуджений на 10 р. ВТР.
- Микитин Ярослав Степанович, 1922 р. н. (пс. «Микола»), стрілець сотні Середнього, референт пропаганди підрайонного проводу ОУН, засуджений на 20 р. ВТР.
- Парцей Василь Хомич, 1923 р. н., (пс. «Грушка»), засуд. 13. 04.45 р. на 15 р. ВТР.
- Собкович Володимир Йосипович, 1910 р. н., (пс. «Заливайко»), стрілець сотні Середнього, Засуд. на 10 р. ВТР.
- Струк Іван Дмитрович, 1927 р. н., (пс. «Дуб»), господарчий станичний, засуджений на 15 р. ВТР.
- Фегон Йосип Теофілович, 1920 р. н. чл. ОУН, Засуд. на 25 р.
- Чолій В. П., 1927 р. н., засуджений на 10 р. ВТР.
- Чолій Михайло Антонович, 1925 р. н., Засуд. на 10 р. ВТР.
- Чолій Михайло Іванович, 1920 р. н., Засуджений на 10 р. ВТР.
- Чолій Петро Серафимович, 1907 р.н., засуджений на 25 р. ВТР.
- Чолій Петро Антонович. 1919 р. н..Засуджений на 25 р.
- Чоловська Марія Михайлівна, 1914 р. як дружиназасудженого члена ОУН, була депортована в Магаданську обл. (1947—1956). 15. 05. 1957 р. направлена Станіславським судом на примусове лікування в Чернівецьку психо-неврологічну лікарню.
- Чоловський Іван Миколайович, 1912 р. н., Засуд. на 10 р. ВТР.
- Чоловський Теодор, 1913 р. н., засуджений на 10 р. ВТР.
- Ямнич Дмитро Олексійович, 1903 р. н. Засуджений на 10 років ВТР.

### Солдати, що загинули під час Другої світової війни
- Бабій Роман Іванович, 1917 р. н., Рядовий. Пропав безвісти у травні 1945 р.
- Бура Михайло Миколайович, 1919 рРядовий. Пропав безвісти у липні 1945 р.
- Винник Василь Іванович, 1909 р., Рядовий. Загинув у бою 27.01.1945 р. Похов.:с. Ейхенрід, Опольське в-во, Польща.
- Винник Степан Миколайович, 1909 р., Рядовий. Помер від ран 26.04.1945 р. Похов.: с. Рогенбург, Бранденбургська пров., Німеччина.
- Кобута Дмитро Кузьмович, 1914 р., Рядовий. Пропав безвісти у березні 1944 р.
- Кулик Данило Григорович, 1902 р., Рядовий. Загинув у бою 24. 04. 1945 р. Похов.: м. Рогов, Німеччина.
- М'язга Йосип Андрійович, 1922 р., Рядовий. Помер від ран 31. 01. 1945 р. Похов.: с. Доновиці, Бельське в-во, Польща.
- Свирид Роман Васильович, 1909 р., Рядовий. Загинув у бою 03.05.1945 р. Похов.: с. Розенґрунд. Німеччина.
- Сеньковський Микола Данилович, 1909 р. н.. Загинув 8.5. 1945 р. в Берліні.
- Федоришин Дмитро Іванович, 1912 р. н., с Станькова. Жив у Довгій Войнилівській. В 1945 році пропав безвісти.
- Ховалка Михайло Костянтинович, 1898 р., Мол. Сержант. Пропав безвісти у серпні 1945 р.
- Чміль Іван Карпович, 1906 р. н. Мобілізований на фронт у січні 1945 р. Пропав безвісти.
- Чолій Василь Семенович, 1919 р., Рядовий. Пропав безвісти у листопаді 1944 р.
- Чолій Михайло Семенович, 1907 р., Рядовий. Загинув у бою 24. 04. 1945 р. Похов.: м. Рогов, Німеччина.
- Чолій Павло Антонович, 1919 р. Рядовий. Пропав безвісти 27. 07. 1941 р.
- Чолій Степан Іванович. 1901 р.н. Рядовий. Воював у Німеччині. Помер від ран 14.05.1945 р. Похований у м. Зорау, Німеччина.
- Чолій Яків Йосипович, 1907 р. Рядовий. Пропав безвісти 03.05 1945 р. в. м. Берлін, Німеччина.
- Чоловський Антон Устимович, 1902 р. Рядовий. Помер від рану фавні 1945 р. Похов.: м. Берлін, Німеччина.
- Чоловський Василь Панькович, 1905 р. Рядовий. Пропав безвісти у січні 1945 р.
- Микитинський Василь Олексійович, 1919 р. Рядовий. Пропав безвісти у травні 1944 р.
- Дембицький Михайло Іванович, загинув 30. 07. 1944 р., родом з с. Яромерка Смотрицького р-ну, Хмельницької обл., загинув під час штурму села, похований на краю цвинтаря біля роздоріжжя, поставлений пам'ятник.

### Солдати, що повернулися з Другої світової війни
- Винник Йосип Васильович 4.12.1926 р.
- Варій Василь Юстинович 1905 р. н.
- Бойко Михайло Юліанович
- Бабій Онуфрій Маркович 1902 р.
- Гишпіль Тимофій Федорович 21.11.1915-04.11.1989.
- Джавага Юрій Олексійович 1900 р. н.
- Джус Іван Антонович
- Зьомковський Григорій Якович 04. 05. 1912 р.
- Пекар Василь Юркович 1911 р. н.
- Кобута Іван Данилович 1917 р. н.
- Копачевський Михайло Кузьмович 1914 р. н.
- Кучера Михайло Юркович 10.02.1901-11.5.1984
- Микитин Михайло Кузьмович 1907 р. н.
- Микитин Антін Кузьмович 1910 р. н.
- Михайловський Федір Матвійович
- Піх Василь Михайлович 1928 р. н.
- Свирид Василь Іванович 1910 р. н.
- Чолій Дмитро Миколайович

### Кинуті на завоювання Афганістану
- Микитин Володимир Богданович,
- Русин Микола Олексійович,
- Каблак Ігор Михайлович,
- Бербець Микола Михайлович,
- Петрів Василь Васильович.

## Депортовані радянською владою
У цьому списку родини, яких було вивезено на спец. поселення до Сибіру з села Довга Войнилівська
- Бондар Євдокія Володимирівна, 1929 р. н., 4 ос., в 1945 р. в край Комі.
- Винник, Ганич Параска Степанівна, 3 ос. В 1947 р.^в Карагандинську обл.
- Гринчишин Іван Данилович, З ос., в 1951 р. в Іркутську обл.
- Глущак Юлія Ониськівна, 3 ос., в 1947 р., у Карагандинську обл.
- Дембович Василь Харитонович, 1913 р. н., в 1948 р. в Туруханський край.
- Зеник Володимир Михайлович, 6 ос., в 1947 р. в Карагандинську обл.
- Коневич Василь Іванович, 4 ос., у Красноярський край.
- Каблак Параска, 3 ос. В 1947 р. в Карагандинську обл.
- Кухар Василь Костянтинович, 4 ос., 1947 р. в Карагандинську обл.
- Микитин Григорій Павлович. 1886 р. н., вивезено (в тому числі 3-оє дітей неповнолітніх) в Карагандинську обл. Помер у 1962 р. в Караганді.
- Микитин Степан Павлович, 1898 р. н., Вивезений з сім'єю (6 ос.) в 1947 р. в Карагандинську обл. помер в 1949 р. в Караганді.
- Стасів Василь Іванович, 3 ос., в 1950 р., у Красноярський край.
- Стасишин Федір Васильович, 5 ос. в 1950 р. в Красноярський край.
- Цішевський Станіслав Гнат ович, 4 ос., в 1951 р., в Іркутську обл.
- Чолій Антін Деонізович, 2 ос., в 1945 р. в Сиктивкар Комі АРСР.
- Чолій Явдоха, 5 ос., в 1945 р. в Сиктивкар Комі АРСР.